# 塚田真希
塚田真希（1982年1月5日—），生于茨城县下妻市，日本女子柔道运动员。曾於2004年雅典奧運會奪得78公斤級以上柔道金牌，但於2008年北京奧運會78公斤級柔道決賽，被中國柔道選手佟文以一本背負投擊倒，得一銀牌。